# Медведев, Анатолий Михайлович
Анато́лий Миха́йлович Медве́дев (1 марта 1937, Жмакино, Оренбургская область — 18 декабря 2024) — советский и российский учёный в области генетики и селекции сельскохозяйственных культур, член-корреспондент РАСХН (1995), член-корреспондент РАН (2014).

## Биография
Родился 1 марта 1937 года в деревне Жмакино Северного района Оренбургской области.
Окончил Куйбышевский СХИ (1959).
- 1965—1978 — старший научный сотрудник, зав. опорным пунктом ВИР,
- 1978—1986 — директор Московского отделения ВИР,
- 1986—1988 — заместитель генерального директора НПО «Нива Ставрополья», руководитель селекционного центра Ставропольского НИИСХ,
- 1988—1990 — заместитель председателя Президиума Всероссийского отделения ВАСХНИЛ,
- 1990—1992 — академик-секретарь Отделения растениеводства и селекции РАСХН,
- 1993—2013 — заместитель академика-секретаря, начальник отдела зерновых и технических культур и руководитель Совета по селекционным центрам РАСХН,
- с 2014 г. — главный научный сотрудник ФГБНУ «Московский научно-исследовательский институт сельского хозяйства „Немчиновка“».

Был одним из разработчиков законов РФ «О селекционных достижениях» (1993) и «О семеноводстве» (1997).
Скончался 18 декабря 2024 года.

## Награды и научные звания
Доктор с.-х. наук (1984), профессор (2001), член-корреспондент РАСХН (1995), член-корреспондент РАН (2014).
Заслуженный деятель науки РФ (2008), Изобретатель СССР, награждён медалями «В память 850-летия Москвы», «За освоение целинных и залежных земель», «За преобразование Нечерноземья РСФСР», золотыми и серебряными медалями ВДНХ.

## Научные труды
- Засухоустойчивость пшеницы: метод. указания / соавт.: В. Ф. Дорофеев и др.; ВИР. — Л., 1974. — 186 с.
- Селекция и семеноводство яровой твердой пшеницы / соавт.: В. Д. Артамонов и др.; Самар. НИИСХ и др. — Куйбышев: Куйбышев. изд-во, 1978. — 126 с.
- Рекомендации по системам сельского хозяйства Ставропольского края / соавт.: Л. Н. Петрова и др.; Ставроп. НИИСХ. — Ставрополь: Ставроп. кн. изд-во, 1988. — 238 с.
- Федеральная программа «Зерно» на 2002—2005 гг. и до 2010 г. / соавт.: А. А. Жученко и др.; Всерос. НИИ экономики сел. хоз-ва. — М., 2001. — 402 с.
- Генофонд рода Triticum L. как исходный материал для селекции / соавт.: А. В. Пухальский и др.; ВИР. — СПб., 2003. — 42 с.
- Основы сертификации семян сельскохозяйственных растений и её структурные элементы / соавт.: В. В. Пыльнев и др.; Рос. гос. аграр. ун-т — МСХА им. К. А. Тимирязева. — М., 2005. — 180 с.
- Селекционно-генетический потенциал зерновых культур и его использование в современных условиях / соавт. Л. М. Медведева; ГНУ НИИСХ Центр. р-нов Нечернозем. зоны РФ и др. — М., 2007. — 483 с.
- Селекция растений методом отдаленной гибридизации: концептуальные и методологические аспекты: моногр. / соавт.: Н. М. Комаров и др.; Ставроп. НИИСХ. — Ставрополь: Сервисшкола, 2008. — 166 с.
- Развитие инновационной деятельности в растениеводстве /соавт.: В. И. Нечаев и др. — М.: КолосС, 2010. — 269с.
- Технология производства зерна озимых зерновых культур в Центральном федеральном округе Российской Федерации: (рекомендации) / соавт.: А. С. Васютин и др.; Моск. НИИСХ «Немчиновка». — М., 2015. — 175 с.